# Daul Kim
Daul Kim (en coréen 김다울) est un mannequin sud-coréen né le 31 mai 1989 à Séoul (Corée du Sud), et morte le 19 novembre 2009 à Paris 10e.

## Carrière
Daul Kim est née à Séoul en Corée du Sud. Elle a posé pour les magazines i-D, Numéro, Dazed & Confused et Vogue (Japon) et figure en couverture de l'édition sud-coréenne du Vogue d'août 2007 et de mai 2008, et du Harper’s Bazaar de juillet 2008. Elle apparaît également en couverture du magazine australien Russh (en) de novembre 2008.
Elle a défilé pour des créateurs tels que Dries van Noten, Vivienne Westwood, Chanel, Alexander McQueen, Zac Posen et Christopher Kane (en). Elle a aussi posé pour les marques H&M et Moschino.
En 2008, elle est nommée mannequin de l'année par le magazine Anan.
Elle est filmée pour Topshop, Richard Nicoll et Chanel. 
Elle apparaît également dans la saison 3 de la série sud-coréenne I am a Model. 
Elle s'installe à Paris en 2009. 
Elle met fin à ses jours à l'âge de 20 ans.

## Divers
Le 10 août 2007, elle expose ses peintures dans une galerie d'art de Séoul. Elle aime les films avec Klaus Kinski et collectionne les fourchettes. Elle a un tatouage en forme d'étoile à l'intérieur de la main gauche.

### Disparition
Le 19 novembre 2009, Daul Kim est retrouvée pendue dans son appartement parisien. Le bureau du procureur de Paris conclut à un suicide. Kim souffrait de dépression. En 2007, elle poste sur son blog des messages faisant référence à l'auto-mutilation et au suicide. Épuisée, elle poste en avril 2007 : « Je vais m'exploser le crâne… Ma vie en tant que Daul était trop déplorable et solitaire. S'il vous plait, rejoignez ma solitude dans un autre monde. Je vous aime tous. Daul. » Puis, elle ajoute « JE RIGOLE. Je vais bien. Juste fatiguée. » 
En octobre 2009, pendant la Fashion Week de New-York, elle poste un article sur son blog et se décrit comme « déprimée et overbookée ». Le dernier article de Daul s'intitule « Say Hi to Forever » ("dis bonjour à l'éternité"), et est accompagné d'une chanson de Jim Rivers « I go deep ».